# Formaldeide deidrogenasi
La formaldeide deidrogenasi è un enzima appartenente alla classe delle ossidoreduttasi, che catalizza la seguente reazione:
formaldeide + NAD+ + H2O ⇄ formiato + NADH + 2 H+